# Ruta Provincial 323 (Tucumán)
La Ruta Provincial 323 es una carretera de Tucumán, Argentina, que une Famaillá con la Ruta Provincial 327 cerca de El Mojón. La carretera se encuentra totalmente pavimentada, excepto en un tramo de 4 kilómetros. 
En 2022 se realizaron obras de repavimentación de la ruta entre las rutas nacionales 157 y 9, con un costo de ARS 638 240. Además, el 11 de agosto del mismo año se inauguró un nuevo puente sobre el Río Salí por el gobernador Osvaldo Jaldo y la diputada Rossana Chahla. Esto resultó en una inversión de ARS 180 000 000, habilitando para el tránsito zafrero. 

## Localidades
Las localidades por las que pasa son las siguientes:
- Departamento Famaillá: Famaillá y Nueva Baviera.

- Departamento Leales: Río Colorado, Santa Rosa de Leales, Loma Verde y El Mojón.